# Charles Best
Charles Best (n. 27 februarie 1899, Maine, SUA – d. 31 martie 1978, Toronto, Ontario, Canada) a fost un fiziolog și biochimist american care este considerat, împreună cu medicul american Frederick Banting, unul din descoperitorii insulinei. În anul 1923 Frederick Banting și John James Rickard MacLeod au obținut Premiul Nobel pentru medicină pentru descoperirea insulinei, ignorându-i pe Best și James Collip. În aceste condiții, Banting a decis să-și împartă premiul cu Best, în timp ce Macleod și-a împărțit premiul cu Collip.